# Академическая гребля на летних Олимпийских играх 1904
Соревнования по академической гребле на летних Олимпийских играх 1904 прошли 30 июля. В них участвовали 44 спортсмена из двух стран, которые соревновались за 5 комплектов медалей. По сравнению с прошлыми Играми произошли изменения в программе — двойки и четвёрки соревновались без рулевых, и впервые состязались парные двойки.

## Медали

### Общий медальный зачёт
(Жирным выделено самое большое количество медалей в своей категории; принимающая страна также выделена)
| Общее количество медалей |        |        |         |        |       |
| Место                    | Страна | Золото | Серебро | Бронза | Всего |
| 1                        | США    | 5      | 4       | 4      | 13    |
| 2                        | Канада | 0      | 1       | 0      | 1     |

### Медалисты
| Дисциплина    | Золото | Серебро | Бронза                                                      |
| Одиночки      | Фрэнк Грир США | Джеймс Джувенал США | Констанс Титус США                                          |
| Двойки        | США Джозеф Райан · Роберт Фернем | США Уильям Варли · Джон Малкехи | США Джозеф Бюргер · Джон Йохим                              |
| Парные двойки | США Уильям Варли · Джон Малкехи | США Джеймс Мак-Лохлин · Джон Хобен | США Джозеф Раванак · Джон Уэллс                             |
| Четвёрки      | США Джордж Дитц · Альберт Несс · Артур Штокхофф · Август Эркер                                                                                      | США Майкл Бигли · Фредерик Сюриг · Мартин Фроменек · Чарльз Эмен                                                                                          | США Густав Ворг · Фрэнк Даммерт · Джон Фрайтаг · Луис Хельм |
| Восьмёрки     | США (1896) Чарльз Армстронг · Майкл Глисон · Джозеф Демпси · Фредерик Крессер · Гарри Лотт · Джеймс Флэнаган · Фрэнк Шелл · Джон Эксли · Луис Абель | Канада Артур Бейли · Филипп Бойд · Дональд Мак-Кензи · Уильям Райс · Джозеф Райт · Джордж Райффенштайн · Джордж Стрейндж · Уильям Уодсворт · Томас Лаудон | —                                                           |

## Страны
В соревнованиях по академической гребле участвовало 44 спортсменов (включая рулевых) из 2 стран:

В скобках указано количество спортсменов
- Канада (9)
- США (35)